# Prasophyllum pallidum
Prasophyllum pallidum är en orkidéart som beskrevs av William Henry Nicholls. Prasophyllum pallidum ingår i släktet Prasophyllum och familjen orkidéer. Inga underarter finns listade i Catalogue of Life.